# Иероним (Чернышов)
Епи́скоп Иерони́м (в миру — И́горь Анато́льевич Чернышо́в; 12 июля 1966, Воронеж) — епископ Русской православной церкви на покое; c 2 июня 2008 года по 27 мая 2009 года был епископом Орловским и Ливенским. Настоятель храма Григория Неокесарийского в Дербицах (на Большой Полянке) в городе Москве.
Тезоименитство — 15 июня (28 июня), память блаженного Иеронима Стридонского († ок. 420).

## Биография
По собственному признанию, «рос в самой обыкновенной семье. Представьте, я не был крещён до 10 лет! И только по моему настоянию мама меня отвела, и меня крестили в Никольской церкви».
В 1983 году по окончании школы поступил на исторический факультет Воронежского педагогического университета. В 1985 году призван в армию со второго курса. Службу проходил в Коломне, в ракетных войсках.
В 1987 году, отслужив в армии, восстановился в Воронежском педагогическом институте, однако, по собственному признанию, «всерьёз задумался о своей дальнейшей судьбе», для чего поехал за духовным советом к духовнику — схиархимандриту Серафиму, служившему в селе Ожога Воронежской области: «Это был удивительный человек, из старых послушников Глинской пустыни. Бывал он и в знаменитой Почаевской Лавре. <…> о. Серафим выслушал меня и благословил бросить всё и поступать в семинарию. Но чтобы туда поступить, нужна была рекомендация. А поскольку я был обыкновенным прихожанином одного из воронежских храмов, то мне нужно было где-то проявить себя, чтобы эту рекомендацию заслужить. И я поехал в Москву в Свято-Данилов монастырь. И стал секретарём наместника архимандрита Тихона (Емельянова) <…>. Тут как раз начинались торжества, посвящённые 1000-летию Крещения Руси. Службы, встречи, приёмы делегаций».
В 1988 году поступил в Московскую духовную семинарию, но в 1989 году перевёлся на заочный сектор.
В 1990 году принял монашеский постриг с наречением имени Иероним в честь блаженного Иеронима Стридонского; в том же году был рукоположён во диакона; затем иеромонаха.
В 1994 году указом патриарха Алексия II был назначен настоятелем восстанавливаемого храма святителя Григория Неокесарийского на Большой Полянке в Москве. К 1996 году под руководством иеромонаха Иеронима работы по восстановлению храма были полностью завершены.
30 ноября 1996 года патриархом Алексием II возведён в сан игумена.
Помимо настоятельства в храме святителя Григория Неокесарийского, в течение пяти лет участвовал в строительстве патриаршей резиденции в Переделкине: «Строил Газпром, курировал строительство мэр Москвы Ю. М. Лужков. А я должен был докладывать Святейшему о возникающих церковных вопросах».
30 ноября 2003 года в храме Григория Неокасарийского на Большой Полянке патриархом Алексием II возведён в сан архимандрита «за усердные пастырские труды, возрождение приходской жизни и восстановление храма во имя святителя Григория Неокесарийского, а также за активное участие в создании Центра православного наследия в Переделкине».
В 2006 году заочно окончил Московскую духовную академию.
15 апреля 2008 года Священный синод принял определение о его бытии епископом Орловским и Ливенским. 1 июня 2008 года в крестовом храме Всех святых, в земле Российской просиявших, патриаршей резиденции Свято-Данилова монастыря патриарх Алексий II совершил его наречение во епископа Орловского и Ливенского. 2 июня, в день обре́тения мощей святителя Алексия Московского в Богоявленском кафедральном соборе Москвы состоялась его епископская хиротония, которую совершили патриарх Алексий II, митрополит Калужский и Боровский Климент (Капалин), митрополит Ташкентский и Среднеазиатский Владимир (Иким), архиепископ Истринский Арсений (Епифанов), архиепископ Рязанский и Касимовский Павел (Пономарёв), архиепископ Белгородский и Старооскольский Иоанн (Попов), архиепископ Орехово-Зуевский Алексий (Фролов), архиепископ Тираспольский и Дубоссарский Юстиниан (Овчинников), епископ Красногорский Савва (Волков), епископ Дмитровский Александр (Агриков), Сергиево-Посадский Феогност (Гузиков), Люберецкий Вениамин (Зарицкий), Бронницкий Амвросий (Ермаков), епископ Шатурский Никодим (Чибисов). Стал последним архиереем, хиротонию которого возглавил патриарх Алексий II.
7 июня 2008 года прибыл в Орёл; на следующий день в Ахтырском кафедральном соборе совершил своё первое богослужение в епископском сане.
В Орле епископ пробыл недолго — вскоре произошёл его конфликт с епархиальным секретарём протоиереем Владимиром Дорошем, которого Иероним обвинил в незаконной продаже недвижимости. В свою очередь, Дорош и его сторонники начали сбор подписей за отставку архиерея, в вину которому вменялись увольнения священнослужителей и работников епархии, изъятие ценностей у приходов.
27 мая 2009 года Священный синод в заседании под председательством патриарха Кирилла в Санкт-Петербурге удовлетворил «прошение Преосвященного епископа Орловского и Ливенского Иеронима о почислении на покой по состоянию здоровья».

## Награды
- Орден Дружбы (20 августа 1999) — за заслуги в развитии физической культуры и спорта, большой вклад в укрепление дружбы и сотрудничества между народами[12].
- Орден святого благоверного князя Даниила Московского III степени (12 июля 2006)[13].